# Paul Oceanu
Paul (I.) Oceanu né le 27 juin 1854 à Topolita (district Neamț, Roumanie) et mort le 31 décembre 1919, à Bucarest, Roumanie est un professeur de médecine vétérinaire à l'École de médecine vétérinaire de Bucarest, Roumanie, ancien élève de l'École nationale vétérinaire d'Alfort.

## Biographie
Il a commence ses études en 1874 à l'École de médecine vétérinaire de Bucarest, interrompues temporairement le 4 avril 1877 en raison de l'éclatement de la Guerre d'indépendance, et achevées en 1879 par l'obtention du diplôme de médecin vétérinaire,.
Après quatre années de travail comme vétérinaire, il remporte la première place dans un concours pour une bourse d’études à l'étranger, en poursuivant ainsi dès décembre 1883 des cours de spécialité à l’École nationale vétérinaire de Toulouse, puis à l’École nationale vétérinaire d'Alfort, ou il obtint le 26 juillet 1885 un nouveau diplôme.
Après une activité professionnelle et administrative, en 1888 il est nommé professeur suppléant, puis professeur titulaire à l'École supérieure de médecine vétérinaire de Bucarest, dans les disciplines de chirurgie vétérinaire (dont il est considéré comme le fondateur en Roumanie), topographie anatomique, obstétrique vétérinaire et « l'art et de la maréchalerie »,.
Le 20 mai 1894, il est le premier vétérinaire roumain qui effectue l'opération de castration chez la vache, et le 6 juin 1895 le premier au monde à effectuer la castration chez le buffle.
Dans la publication « L’ovariotomie chez la jument, vache, buffle et chienne » dans laquelle il combine sa propre expérience avec des références d'ouvrages des prestigieux médecins de l’époque (voir Pierre Cadiot, François Peuch et Henry Toussaint), il décrit en détail la technique chirurgicale et démontre ses bénéfices économiques importantes.
En 1903, dans la publication « L’épidémiologie de la fièvre aphteuse», le professeur Oceanu exprime une position critique envers les pratiques de combat de la maladie à l’époque.
L’année 1905 est marquée par des articles dans lesquels il décrit les techniques et les innovations introduites dans l'ovarioctomie chez la vache, jument, buffle et ânesse, suivis par la communication «Le coude postérieur du cheval», dans laquelle il présente des détails anatomiques, physiologiques et pathologiques de cette région anatomique et propositions sur le traitement du spavin par névrotomie tibio-sciatique.
Le 16 janvier 1905, à l’Académie des sciences de France, Paul Oceanu et le chimiste Aurel Babes présentent la communication « Sur les effets physiologiques de l’ovariotomie chez la chèvre» . La technique est reproduite avec succès par le professeur Paul Dechambre à l'École vétérinaire d'Alfort, suivie par l'introduction de l’intervention à grande échelle en France et en Suisse en raison de son utilité économique.
La contribution de Babes et Oceanu a été reconnue par le professeur Alcide Railliet:
« Nous sommes heureux que nous pouvons faire justice à nos collègues roumains qui ont eu le mérite d'attirer l'attention des vétérinaires et des éleveurs sur ce sujet important.»
L’innovation et son importance économique – la stimulation prolongée de la production du lait a des propriétés organoleptiques plus convenables aux consommateurs, sans recourir à la sélection, ont eu des échos à la fois dans des publications de spécialité et dans des magazines de culture générale de l'époque (tels que «L'Illustration» en février 1905.
En octobre 1912 il fait partie de la délégation qui a représenté la Roumanie lors du Premier Congrès International de Pathologie Comparative qui a eu lieu à la Faculté de médecine de Paris. 

## Autres publications et communications scientifiques (sélection)
- Un sujet assez rare - la cysticercose bovine et des tendances importantes aux termes de l'hygiène publique. Bulletin de la Société de médecine vétérinaire, 5:17, 1er novembre 1890.
- (ro) La castration et ses effets sur la buffle. La Société de médecine vétérinaire, 7 décembre, 1895.
- (ro) La castration et ses effets sur la vache. La Société de médecine vétérinaire, 2 novembre 1897.
- (ro) L’ovariotomie chez la jument, vache, buffle, truie et chienne. Par P.I. Oceanu, professeur de chirurgie et d’obstétrique à l'École supérieure de médecine vétérinaire de Bucarest. Avec 27 images dans le texte. (Inst/ des Arts Graphiques et Imprimerie Minerva, Filip, Moroianu, Popovici et Tălășescu), Bucarest, 1899.
- (ro) Cours d’hippologie. Par Dr vétérinaire Oceanu. L’Imprimerie d'État, Bucarest, 1900. [originale en roumain]
- (ro) Épidémiologie de la fièvre aphteuse. Des mesures sanitaires et vétérinaires. Le traitement hygiénique de la maladie. Paul Oceanu, professeur à l'école de médecine vétérinaire. Inst. des Arts Graphiques Eminescu, Bucarest, 1903.
- (ro) Épidémiologie de la fièvre aphteuse. Statistique des animaux malades en différents pays et dans notre pays. Inst. des Arts Graphiques Eminescu, Bucarest, 1903.
- (ro) Le coude postérieur chez le cheval. Anatomie, physiologie, réseau nerveux, liste des maladies du coude, traitement du spavane écailleux par névrotomie tibio-sciatique. Communication à l’Association roumaine pour la propagation de la science, 1903 et publiée par  l’Imprimerie d'État, Bucarest, 1905.
- Effets physiologiques de l'ovariotomie chez la chèvre. Par MM P. Oceanu et A. Babes. Comptes-rendus hebdomadaires des séances de l'Académie des Sciences (France), Tome CXL:172, Ed. Gautheir-Villars, Paris, 1905.
- (ro) L’ovariotomie et ses effets sur la chèvre Oceanu P. et A. Babes. Communication à l’Association roumaine pour la propagation de la science, 1903 et publiée par  l’Imprimerie d'État, Bucarest, 1905.